# CF Gendarmerie Nationale
El CF Gendarmerie Nationale és un club de Djibouti de futbol de la ciutat de Djibouti. Anteriorment fou conegut com a Association Sportive Gendarmerie Nationale.
El seu color és el blau fosc, tot i que també ha jugat amb uniforme groc.

## Palmarès
- Lliga djiboutiana de futbol:[9]
  - 2003, 2024
- Copa djiboutiana de futbol:[10]
  - 2017